# Революционная армия народа (Сальвадор)
«Революционная армия народа» (исп. Ejército Revolucionario del Pueblo, ERP) — одна из пяти левых партизанско-повстанческих организаций Сальвадора, в 1980 году вошедшая в состав «Фронта национального освобождения имени Фарабундо Марти» (ФНОФМ) и принимавшая участие в гражданской войне 1980—1992 года.

## Создание и структура
ERP возникла в 1971—1972 годы из нескольких молодёжных и студенческих групп, на достаточно разнородной идеологической основе (здесь были молодые христианские демократы, которые под влиянием идей католической «теологии освобождения» эволюционировали влево; коммунисты; троцкисты; ультралевые…). Но основные истоки ERP лежат в одной такой вооружённой организации El Grupo, состоящей из молодых студентов университета, таких как Рафаэль Арсе Сабла, Алехандро Ривас Мира, Хоакин Вильялобос, Ана Гуадалупе Мартинес, Лил Милагро Рамирес, Эдуардо Санчо Кастанеда и Мерседес Летона.
Организация ориентировалась на опыт латиноамериканских повстанцев (кубинской революции, «тупамарос» в Уругвае и «монтонерос» в Аргентине, СФНО в Никарагуа) и взяла курс на вооружённый захват власти уже в начале 1970-х годов. В ожидании скорого взрыва классовых противоречий она сосредоточила свои усилия на создании военного аппарата. Однако милитаристский уклон изолировал ERP не только от общества, но и от политической жизни вообще.
В 1975 году, когда ERP начала вооружённую борьбу, от сторонников «прагматического милитаризма» откололись «политики», начавшие ориентироваться на социал-демократическую программу. Они создали политическую организацию «Национальное сопротивление» (RN) и собственную военизированную структуру — «Вооружённые силы национального сопротивления» (FARN).
В 1977 году, на I-м съезде ERP приоритеты политики были пересмотрены, образовано «политическое крыло» движения — «Партия сальвадорской революции» (PRS), которому были подчинены боевые структуры. Ещё одним общественно-политическим объединением сторонников движения стала организация «Народные лиги 28 февраля» (LP-28).
В январе 1980 года PRS — ERP присоединилась к соглашению о единстве действий, которое в декабре 1979 года заключили представители трёх революционных организаций: «Народные силы освобождения имени Фарабундо Марти» (FPL), «Вооружённые силы национального сопротивления» (FARN) и Коммунистической партии Сальвадора (PCS). Совместно ими была разработана программная платформа будущего революционного правительства страны, а согласование позиций по основным вопросам военного, политического, национального и международного характера позволило к маю 1980 года создать общее военное командование (Direccion Revolucionario Unificada — Объединённое революционное руководство). Позже, в декабре 1980 года к соглашению присоединилась и «Революционная партия центральноамериканских трудящихся» (PRTC, троцкистской ориентации).
Наконец, 11 октября 1980 года был создан единый Фронт национального освобождения имени Фарабундо Марти (ФНОФМ), в состав которого вошли силы ERP.

## ERP в ходе гражданской войны (1980—1992)

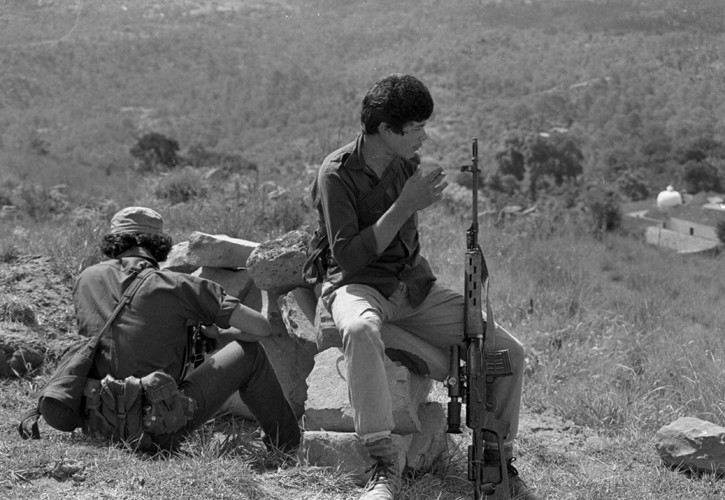
Бойцы ERP в городе Перкин (Perquín), департамент Морасан, 1990 (снимок сделала Linda Hess Miller)

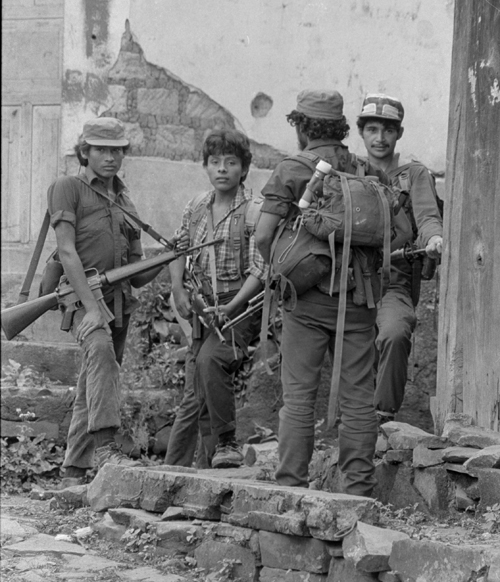
Бойцы ERP в городе Перкин (Perquín), департамент Морасан, 1990

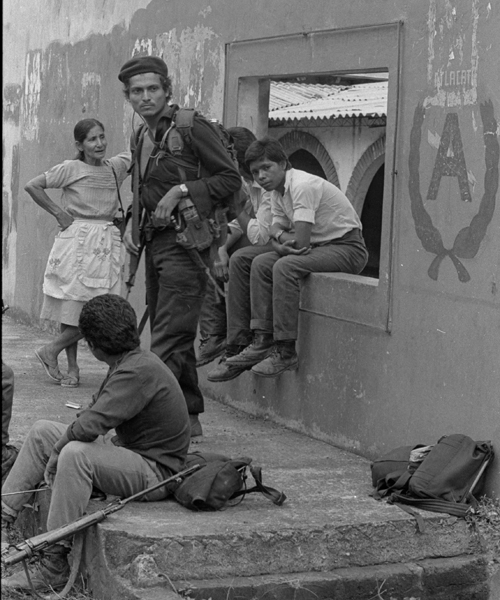
Бойцы ERP в Перкине, 1990

В течение гражданской войны 1980—1992 годов ERP наиболее активно действовала в северо-восточной части страны, где имела наибольшее число сторонников. Именно в зоне ответственности ERP находилась радиостанция ФНОФМ «Радио Венсеремос».
Оценки общей численности активистов ERP в период гражданской войны варьируются в достаточно широких пределах. В целом, по численности ERP являлась второй из пяти организаций ФНОФМ, по состоянию на 1990 год общую численность её вооруженных формирований оценивали в 4 тыс. бойцов.

#### Структура вооруженных сил ERP
- «Национальное руководство» — высшее военно-политическое руководство организации;
- «силы специального назначения» (FES) — в 1980—1982 годы было сформировано первое подразделение из 12 человек, впоследствии — батальон специального назначения «Comandante Manglio Armijo» (TECMA) из 240 «коммандос»
- «стратегические мобильные силы»:

- бригада «Rafael Arce Zablah» (BRAZ)
- батальон «Amilcar Hernandes» (BAH)
- батальон «Augustin Ticas» (BAT)
- батальон «Bruno Caballero» (BBC)
- батальон «Juan Carlos» (BJC)
- «рабочий батальон» (BTH)

- «партизанские отряды» и «народная милиция»

После подписания мирных соглашений в 1992 году вооружённые формирования ERP были демобилизованы.

## Раскол 1994 года и самороспуск
В начале декабря 1994 года, после выборов в Законодательную Ассамблею часть активистов ERP и RN покинула ФНОФМ и образовали независимую «Демократическую партию» (Partido Democrata) — которая вскоре прекратила своё существование, а большая часть её рядовых членов вернулись в ряды ФНОФМ.
В 1995 году структуры ERP в составе ФНОФМ заявили о своем самороспуске. Тем не менее, структура по-прежнему существует внутри ФНОФМ как неформальная фракция или тенденция (аналогично другим организациям), однако относительное влияние её упало вследствие раскола в её руководстве в середине 90-х годов.

## Хронология деятельности
- 2 марта 1972 года — первое публичное заявление о существовании организации, которая взяла на себя ответственность за убийство двух национальных гвардейцев в Сан-Сальвадоре.
- 10 мая 1975 года, в результате внутреннего конфликта в партии (расстрелян по обвинению Хоакином Вильялобосом в шпионаже в пользу одновременно ЦРУ и кубинских коммунистов) погиб один из основателей ERP, поэт-коммунист Роке Дальтон.
- 26 сентября 1975 года, «операция Эль Кармен» — одна из первых боевых операций ERP, целью которой являлся захват трех винтовок у национальных гвардейцев из гарнизона в селении Эль-Кармен департамента Ла-Уньон. В операции участвовали 14 боевиков ERP в составе двух боевых групп: первая, под руководством А. Г. Мартинес, должна была захватить комендатуру, вторая — перерезать телефонную связь, чтобы исключить прибытие подкрепления. В ходе операции были убиты комендант, три полицейских и три боевика ERP[7].
- в первой половине 1976 года полицией были арестованы несколько лидеров ERP, в том числе Соня Рамирес («Мирейя»), Хуан Хосе Янес («Валье») и Ана Гуадалупе Мартинес («Хосефина»). После ареста «Валье» стал предателем и начал выдавать известных ему участников организации; «Мирейя» также некоторое время сотрудничала с полицейскими, однако в октябре 1976 года (после погрома в здании Национального университета) она плюнула в следователя и была застрелена в здании Национальной полиции. Аресты и обыски привели к снижению активности ERP.
- 23.01.1977 года — столкновение боевиков ERP с полицейскими на рынке «Модело», где была взорвана «пропагандистская бомба» (специализированное взрывное устройство малой мощности, снаряженное листовками).
- 23.01.1977 — боевики ERP захватили директора сальвадорского управления по туризму Роберто Пому и застрелили трех его телохранителей. В обмен на заложника полиция освободила из заключения и обеспечила вылет в Алжир А. Г. Мартинес и ещё одному активисту ERP.
- 12 декабря 1979 — взрыв бомбы у здания посольства Израиля в Сальвадоре, зданию причинены повреждения[8]
- 12.04.1981 — взрыв в гараже здания Национальной полиции. Сержант полиции Хосе Мендоса (тайный сторонник ФНОФМ) в сопровождении двух «коммандос» ERP запарковал свою заминированную машину возле бронетранспортёра UR-416, а «пассажиры» заминировали стоявший рядом броневик «Mazinger» и покинули это место. После взрыва «Mazinger» был уничтожен, UR-416 и несколько автомашин полиции — повреждены, сгорела заправка, а также было ранено 10 полицейских[9].
- 27.01.1982 — шесть «коммандос» ERP проникли на авиабазу Илопанго, уничтожив подрывными зарядами шесть вертолетов UH-1H, пять реактивных истребителей-бомбардировщиков MD.450 «Ураган» и три самолета C-47, при взрыве ещё 7 самолетов и вертолетов получили повреждения[9].
- в мае 1984 года ERP провела атаку казарм 3-й армейской бригады в городе Сан-Мигель.
- 23.10.1984 — в окрестностях города Перкин взрывом мощного фугаса (вмонтированного в радиопередатчик станции «Радио Венсеремос»)[10] был взорван в воздухе армейский вертолёт UH-1H (серийный номер 5965, бортовой номер 284), погибли 14 человек — 11 военнослужащих сальвадорской армии (в том числе, командир 3-й армейской бригады полковник Доминго Монтерроса и ещё два офицера) и журналист[11].
- в ночь с 25 на 26 марта 1984 — диверсанты ERP скрытно установили мину на взлетно-посадочной полосе аэродрома Сан-Мигель, взрывом которой был уничтожен транспортный самолет C-123K (серийный номер 20128, бортовой номер FAS 120), получили ранения два члена экипажа.
- 10.10.1985 — 150 «коммандос» ERP при поддержке 350 бойцов регулярных сил из бригады BRAZ атаковали учебный центр правительственных войск (CEMFA) в Ла-Уньон, в котором находилось 1200 военнослужащих (в основном, новобранцы, проходившие курс обучения). Атака прошла успешно, были захвачены трофеи, но при отходе бригада BRAZ была атакована прибывшими подкреплениями — парашютно-десантным батальоном правительственных сил при поддержке авиации, и понесла тяжелые потери.
- 19.06.1986 — «коммандос» ERP провели второй штурм казарм 3-й армейской бригады в городе Сан-Мигель, в ходе которого было убито и ранено до 120 солдат правительственных сил.
- апрель 1989 - в центре Сан-Сальвадора взрывом бомбы, брошенной на крышу бронированного автомобиля, был убит генеральный прокурор страны Хосе Роберто Гарсиа Альварадо (Jose Roberto Garcia Alvarado) и ранен один из двух находившихся с ним в машине телохранителей[12]
- 28.11.1989 — четверо «городских коммандос» ERP застрелили бывшего председателя Верховного Суда страны, представителя консервативных политических кругов Франсиско Хосе Гуэрреро (Fransisco Jose Guerrero), ответным огнём телохранителей был убит один из нападавших[13].